# Романовський Борис Сергійович
Романовський Борис Сергійович (*1879 – †1947) — український художник, графік і педагог польського походження, значну частину свого життя провів у Грузії.

## Біографія
Народився в Києві в заможній родині. У дитинстві навчався в графо-рисувальній школі Івана Івановича Данилова в Києві. Потім вирушив до Парижа, де вступив до Академії витончених мистецтв. Там він вдосконалював майстерність у студіях Огюста-Жозефа Делеклюза і П'єра Боннара. У 1908-1911 роках працював сценографом Паризької опери. Серед його головних робіт була постановка «Винова краля» Петра Чайковського. У 1911 році в Парижі відбулася його перша персональна виставка. Після повернення до Києва в 1912 році, він активно працював сценографом у театрах Києва та Київському оперному театрі.

Під час Першої світової війни Романовський служив військовим кореспондентом і після поранення повернувся до Києва. У 1918-1925 роках працював у різних театрах Києва, а також взяв участь у мистецькому конкурсі Експедиції заготовок державних паперів, де його ескіз було використано для створення банкноти номіналом 250 карбованців УНР.
У 1925 році за рекомендацією Коте Марджанішвілі Романовський переїхав до Тбілісі. Тут він працював у Червоному театрі та видавництві «Заря Востока». У 1927 році Тбіліський міський музей замовив у нього серію акварелей із зображенням старого Тбілісі. Він створив 33 полотна, що відобразили життя міста. У 1929 році в Тбілісі відбулася його персональна виставка в готелі «Оріент». Романовський товаришував із Ладо Ґудіашвілі та братами Какабадзе, які вплинули на його творчість.
У 1931 році він переїхав до Ташкента, де працював художником-постановником у місцевому театрі. Однак незабаром захворів на тиф. У 1934 році повернувся до Грузії, оселився в Сухумі, де викладав у школі образотворчого мистецтва.
У 1937-1941 роках працював у грузинському кінематографі як сценограф. Помер у 1947 році в Києві від серцевого нападу.